# Episodi di Tutti amano Raymond (quinta stagione)
La quinta stagione della serie televisiva Tutti amano Raymond è stata trasmessa in prima visione negli Stati Uniti d'America da CBS dal 2 ottobre 2000 al 21 maggio 2001.
In italiano la serie è stata trasmessa in Italia da Canale 5 dal 12 luglio al 16 ottobre 2004. Gli ultimi quattro episodi vengono trasmessi su Italia Teen Television dal 31 ottobre al 3 novembre 2004 ed in chiaro su Canale 5. Nella Svizzera Italiana, viene mandata in onda da TSI 1 dal 4 ottobre 2004.
| nº | Titolo originale       | Titolo italiano           | Prima TV USA     | Prima TV in taliano |
| -- | ---------------------- | ------------------------- | ---------------- | ------------------- |
| 1  | Italy (1)              | Viaggio in italia parte 1 | 2 ottobre 2000   | 12 luglio 2004      |
| 2  | Italy (2)              | Viaggio in talia parte 2  | 2 ottobre 2000   | 12 luglio 2004      |
| 3  | The Wallpaper          | La resa dei conti         | 9 ottobre 2000   | 13 luglio 2004      |
| 4  | Meant to Be            | Scelte difficili          | 16 ottobre 2000  | 13 luglio 2004      |
| 5  | Pet Cemetery           | Il funerale               | 23 ottobre 2000  | 14 luglio 2004      |
| 6  | The Author             | Rivalità in famiglia      | 30 ottobre 2000  | 15 luglio 2004      |
| 7  | The Walk to the Door   | Rimorsi da confessare     | 6 novembre 2000  | 16 luglio 2004      |
| 8  | Young Girl             | Troppo giovane            | 13 novembre 2000 | 19 luglio 2004      |
| 9  | Fighting In-Laws       | Diversi e uguali          | 20 novembre 2000 | 20 luglio 2004      |
| 10 | The Sneeze             | Lo starnuto               | 27 novembre 2000 | 21 luglio 2004      |
| 11 | Christmas Present      | Il regalo di natale       | 11 dicembre 2000 | 22 luglio 2004      |
| 12 | What Good Are You?     | Un marito eroico          | 8 gennaio 2001   | 22 luglio 2004      |
| 13 | Super Bowl             | Biglietti omaggio         | 29 gennaio 2001  | 23 luglio 2004      |
| 14 | Ray's Journal          | Il diario                 | 5 febbraio 2001  | 24 luglio 2004      |
| 15 | Silent Partners        | Coniugi silenziosi        | 12 febbraio 2001 | 25 luglio 2004      |
| 16 | Fairies                | Le fatine                 | 19 febbraio 2001 | 26 luglio 2004      |
| 17 | Stefania Arrives       | Una sorpresa dall'Italia  | 26 febbraio 2001 | 27 luglio 2004      |
| 18 | Humm Vac               | Amore e pulizia           | 19 marzo 2001    | 28 luglio 2004      |
| 19 | The Canister           | La scatola                | 9 aprile 2001    | 29 luglio 2004      |
| 20 | Net Worth              | Il valore delle persone   | 23 aprile 2001   | 2 ottobre 2004      |
| 21 | Let's Fix Robert       | La lista dei difetti      | 30 aprile 2001   | 16 ottobre 2004     |
| 22 | Say Uncle              | Lo zio ideale             | 7 maggio 2001    | 31 ottobre 2004     |
| 23 | Separation             | Separazione               | 14 maggio 2001   | 1º novembre 2004    |
| 24 | Frank Paints the House | Un lavoro per Frank       | 21 maggio 2001   | 2 novembre 2004     |
| 25 | Ally's Birth           | La nascita di Ally        | 21 maggio 2001   | 3 novembre 2004     |